# Jan Strejček
Jan Strejček (17. srpna 1920 Praha – 28. září 2004 Praha) byl český divadelní a rozhlasový dramatik, režisér.

## Život a umělecké působení
Jan Strejček se narodil 17. srpna 1920 v Praze do kulturní rodiny. Jeho otcem byl divadelní režisér PhDr. Jan Bor (vlastním jménem Jan Jaroslav Strejček) a matkou operní pěvkyně Národního divadla Olga Borová-Strejčková-Valoušková (1886–1972). Filmový a hudební kritik Vladimír Bor (1915–2007) byl jeho bratr. Vystudoval v Praze klasické gymnázium a zapsal se na Lékařskou fakultu Univerzity Karlovy. Vysoké školy byly během nacistické okupace naší země uzavřeny, a tak přestoupil na pražskou Konzervatoř do dramatického oddělení. Tu v roce 1943 úspěšně absolvoval. V sezóně 1943/1944 působil jako lektor a režisér Státního divadla Brno. Koncem druhé světové války nastoupil do Horáckého divadla v Jihlavě, kde působil v roli režiséra a ředitele do roku 1948. Na přelomu 50. let se vrátil do Prahy. V Divadle S. K. Neumanna (dnes Divadlo Pod Palmovkou) režíroval a byl ředitelem v letech 1948 až 1954. Během let 1955 až 1961 působil v divadle Československé armády na Vinohradech jako režisér. V roce 1961 byl angažován do Národního divadla na funkci dramaturga a režiséra a působil zde do 31. 12. 1965. V roce 1966 se vrátil do Divadla S. K. Neumanna, kde působil jako ředitel a režisér do roku 1974. V Činoherním klubu působil v letech 1973 až 1975 a odtud se v roce 1975 vrátil do Vinohradského divadla na pozici režiséra. Několikrát též pracoval u filmové kamery. Spolupracoval s Oldřichem Lipským na scénáři a režii filmu Slepice a kostelník, kde hrál i Vlasta Burian. Poslední jeho režijní filmovou prací byla televizní inscenace Svatba Krečinského v roce 1971. Jeho manželkou byla rozhlasová redaktorka a dramaturgyně Jaroslava Strejčková. Zemřel v Praze 28. září 2004.

### Ocenění
1969 Zasloužilý umělec

#### Režie (výběr)
- 1950 Slepice a kostelník, filmová komedie

- 1952/1953 Zlatá srdce (Městské divadlo St. K. Neumanna Praha)
- 1958 Chudý kejklíř , televizní inscenace
- 1962/1964 Rozrušená země (Národní divadlo)
- 1963/1965 Vězňové z Altony (Národní divadlo)
- 1971 Svatba Krečinského, televizní film
- 1975 Antonius a Kleopatra (Divadlo na Vinohradech), kde dále režíroval
- Veselé paničky windsorské, Cyráno z Bergeraku, Ženitba, Lucerna

#### Rozhlasové dramatizace (výběr)
- 1966 I. A. Gončarov: Oblomov
- 1978 Lev Nikolajevič Tolstoj: Vojna a mír
- 1981 Homér: Odysseia
- 1986 Theodore Dreiser: Americká tragédie

- 1988 Romain Rolland: Petr a Lucie
- 1995 Alexandre Dumas: Tři mušketýři